# Stefan Vogenauer
 (mai 2019).
 (mai 2019).
Stefan Vogenauer (né en 1968) est un juriste allemand qui dirige l'Institut Max Planck d'histoire du droit européen. Il était auparavant professeur de droit comparé à l'Université d'Oxford,. Il est membre de l'Académie des sciences et des lettres de Mayence depuis 2016.